# Opsigalea ocellata
Opsigalea ocellata là một loài bướm đêm trong họ Noctuidae.